# Amphicnaeia villosula
Amphicnaeia villosula là một loài bọ cánh cứng trong họ Cerambycidae.